# Tour de Colombie 1959
Le Tour de Colombie 1959, qui se déroule du 20 mai au 5 juin 1959, est une épreuve cycliste remportée par le Colombien Rubén Darío Gómez. Cette course est composée de 15 étapes.